# 玉水駅
玉水駅（たまみずえき）は、京都府綴喜郡井手町大字井手小字北垣内にある、西日本旅客鉄道（JR西日本）奈良線の駅。駅番号はJR-D16。

## 概要
2003年3月15日のダイヤ改正以降、全列車が停車する井手町の代表駅である。

### 橋上化
奈良線輸送改善の関連事業として2017年2月から、駅の橋上化、バリアフリー化および東西自由通路の整備が行われ、2018年12月15日に供用開始された。総事業費は16億6,000万円。
2番のりばホーム上に、1953年（昭和28年）8月15日の南山城水害で玉川上流から流れ着いたとされる重さ約6トンの巨石があり、橋上駅舎への建て替えに伴い撤去される予定であった。計画を知った地域住民らは井手町とJR西日本に巨石の保存を要望、巨石の保存を求める6,000人分の署名を井手町に提出した。井手町はJR西日本と対応を協議した結果、同じホーム上に保存することに決まった。元の場所では階段の土台を支障するため、東側階段の下に移動し、由来の書かれた石碑（水難記念碑）は駅の外から見えるよう向きを変えた。

## 歴史
- 1896年（明治29年）
  - 1月25日：奈良鉄道の桃山駅 - 玉水駅間の延伸時に、その終着駅として開業[3]。
  - 3月13日：当駅から木津駅まで路線延伸[9]。途中駅となる。
- 1905年（明治38年）2月7日：合併により関西鉄道の駅となる[9]。
- 1907年（明治40年）10月1日：関西鉄道が国有化[3]。国有鉄道の駅となる。
- 1909年（明治42年）10月12日：線路名称制定。奈良線の所属となる[9]。
- 1953年（昭和28年）8月15日：南山城水害で駅舎が流失[10]。大河原駅も同様。
- 1954年（昭和29年）3月31日：駅舎再建[11]。
- 1972年（昭和47年）4月1日：貨物の取り扱いを廃止[3]。
- 1984年（昭和59年）10月20日：荷物扱い廃止[3]。
- 1987年（昭和62年）4月1日：国鉄分割民営化により、西日本旅客鉄道（JR西日本）の駅となる[9]。
- 1999年（平成10年）1月27日：自動改札機を設置し、供用開始[12]。
- 2003年（平成15年）
  - 3月15日：ダイヤ改正により、全ての快速停車駅となる[13]。
  - 11月1日：「ICOCA」の利用が可能となる[14]。
- 2017年（平成29年）7月1日：橋上駅舎への建て替え工事に伴い、仮駅舎での営業となる。
- 2018年（平成30年）西口（2024年1月）

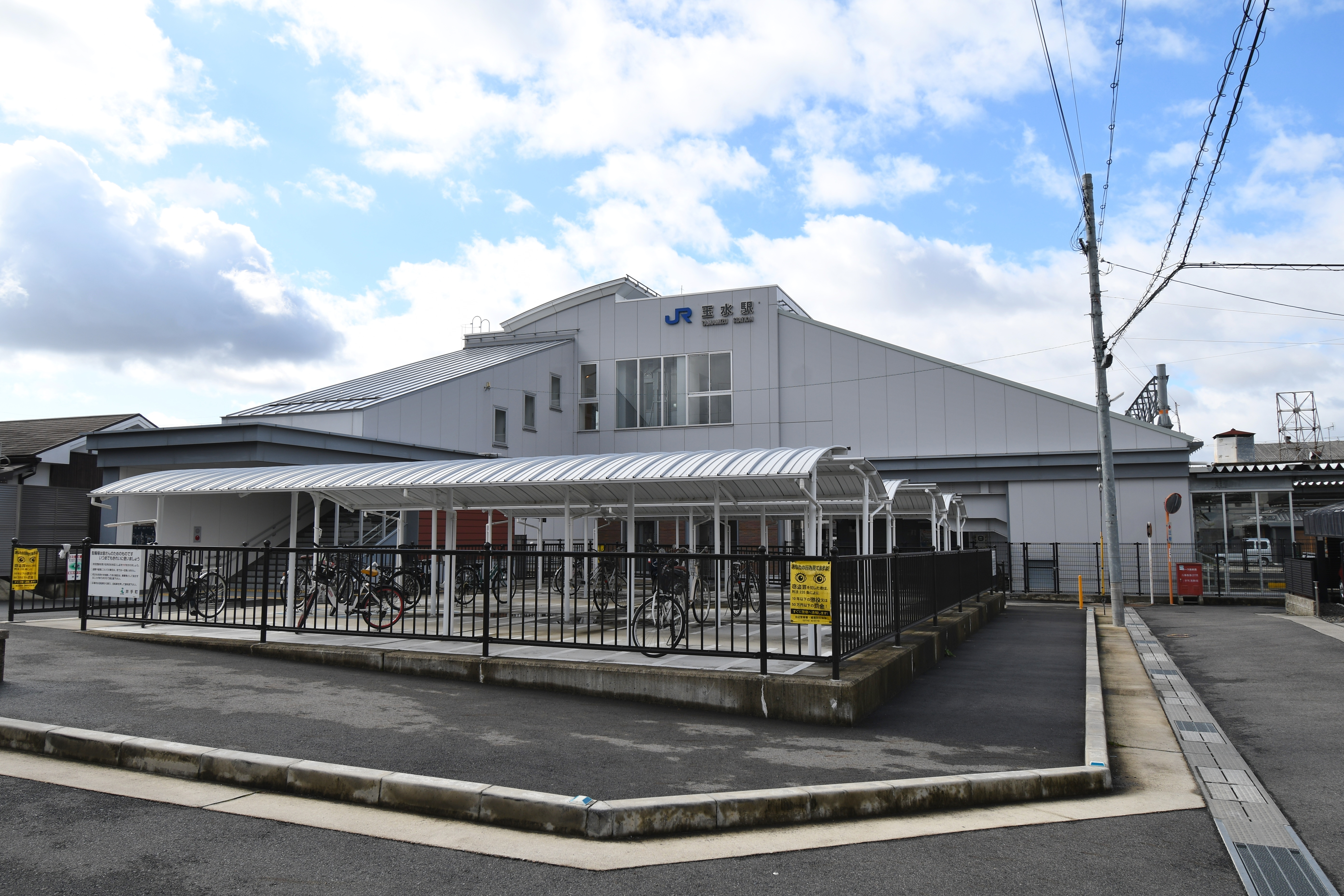
西口（2024年1月）

  - 3月17日：駅ナンバリングが導入される[15]。
  - 12月15日：橋上駅舎および自由通路の供用開始。エレベーター、改札外の多機能トイレの使用を開始[4]。
- 2020年（令和2年）12月6日：当駅 - 山城多賀駅間が複線化[16]。

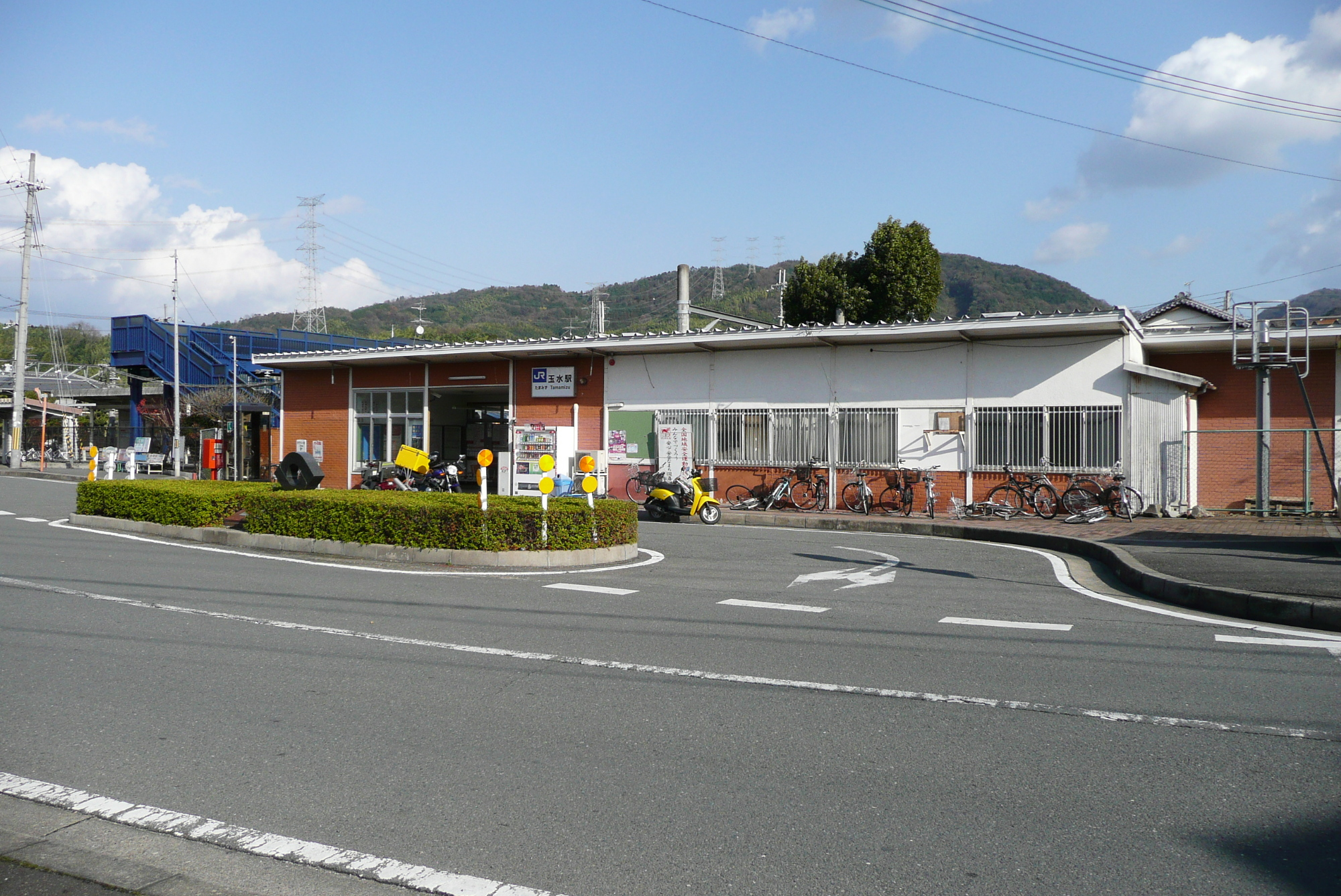
旧駅舎（2007年12月）
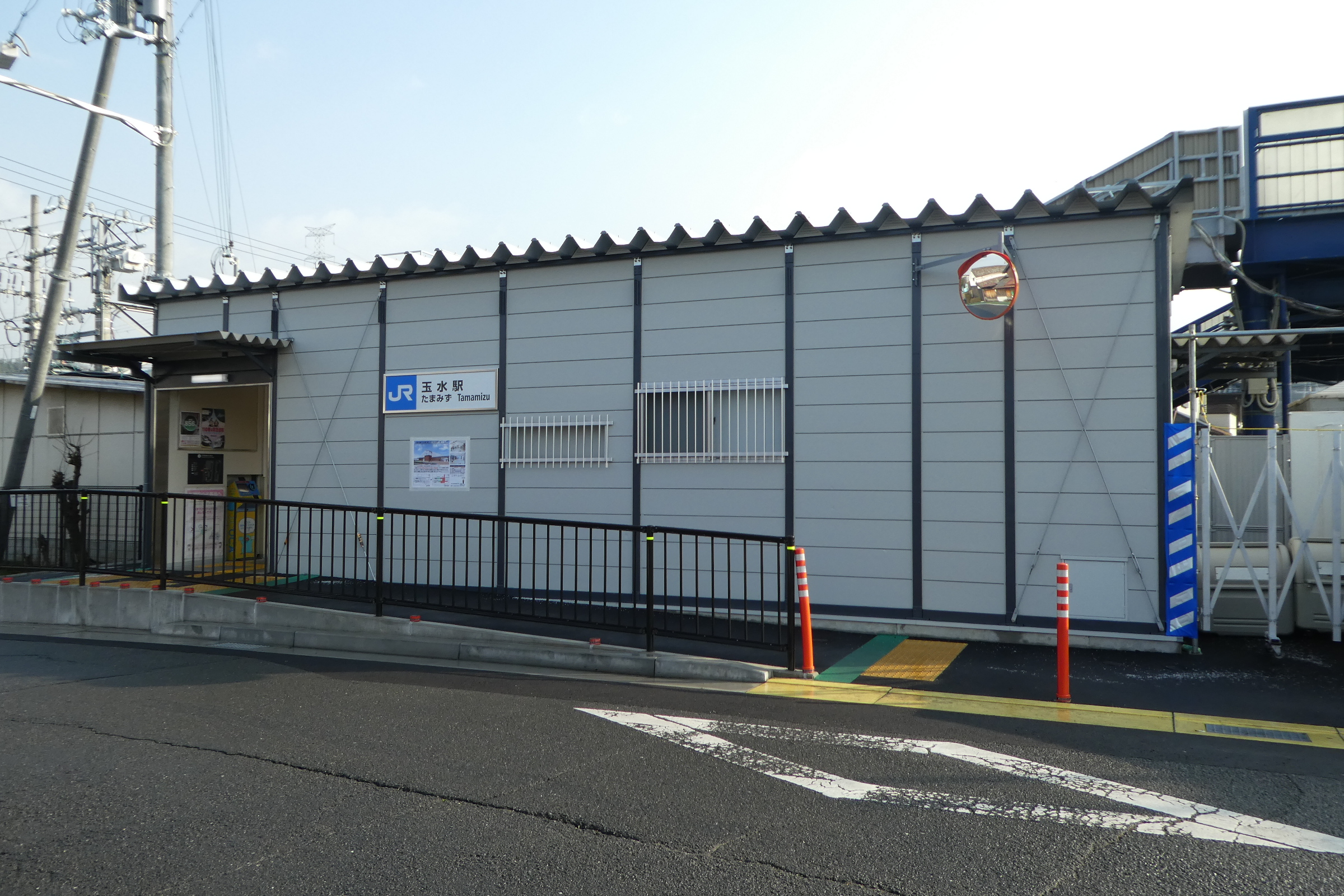
仮駅舎（2018年1月）

## 駅構造
相対式ホーム2面2線を有する行き違い可能な地上駅（橋上駅）。西側ホームが1番のりば、東側ホームが2番のりばである。
宇治駅が管理し、JR西日本交通サービスが駅業務を受託している業務委託駅である。自動改札機は簡易式で、ICカード乗車券が利用することができる。
上りは当駅から長池駅まで「みどりの窓口」「みどりの券売機」などの定期券が購入可能な発券機が全くないため、この区間の定期券を購入するには、区間外にある城陽駅や木津駅などにある上記のいずれか、隣駅・棚倉駅の「みどりの窓口」とは異なる業務時間の窓口販売を使うしか方法はない。なお、こういった設備が整っていないのは、みやこ路快速停車駅の中で唯一である。

### のりば
| のりば | 路線   | 方向 | 行先           |
| ------ | ------ | ---- | -------------- |
| 1      | 奈良線 | 上り | 宇治・京都方面 |
| 2      | 奈良線 | 下り | 木津・奈良方面 |

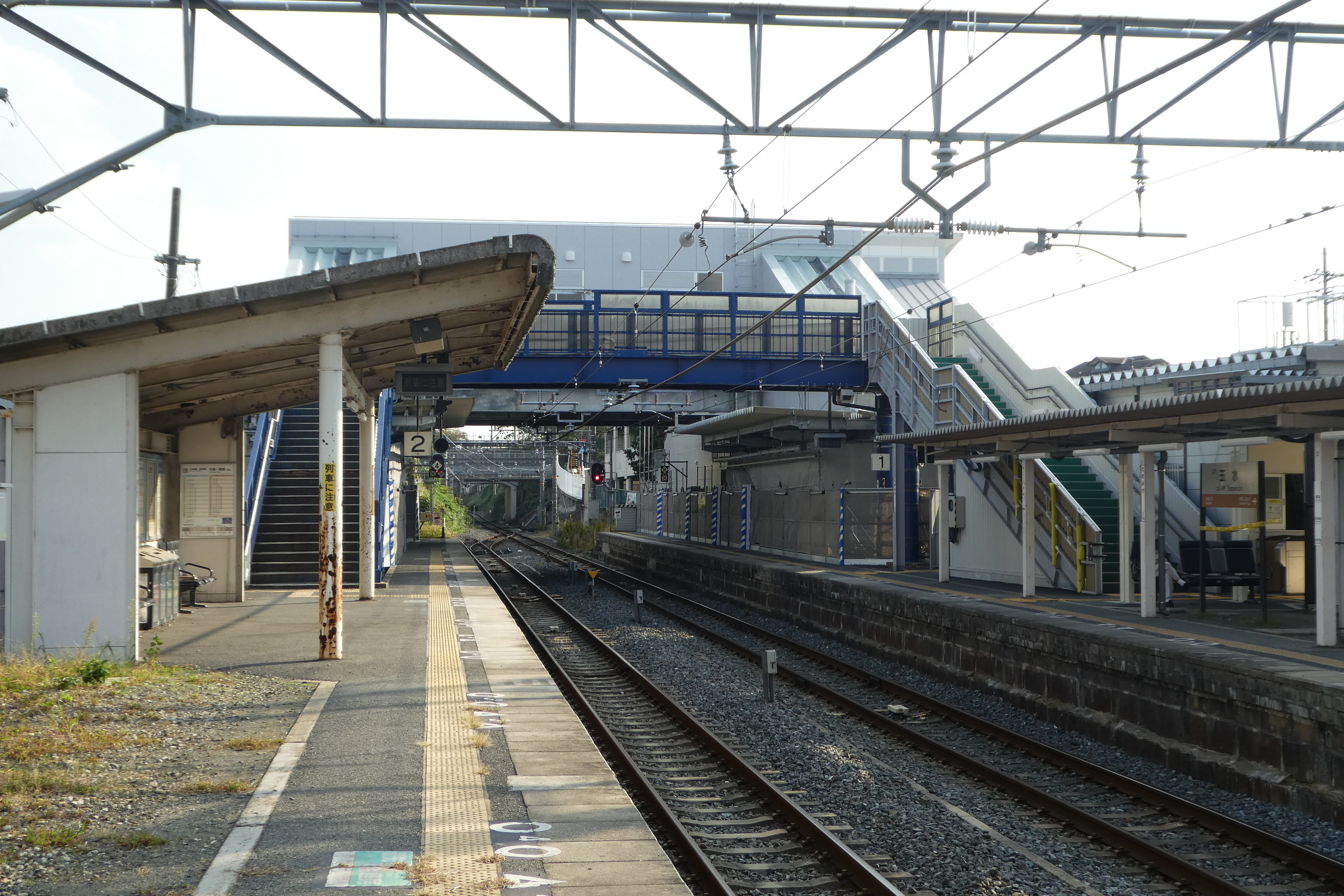
ホーム（2018年10月）
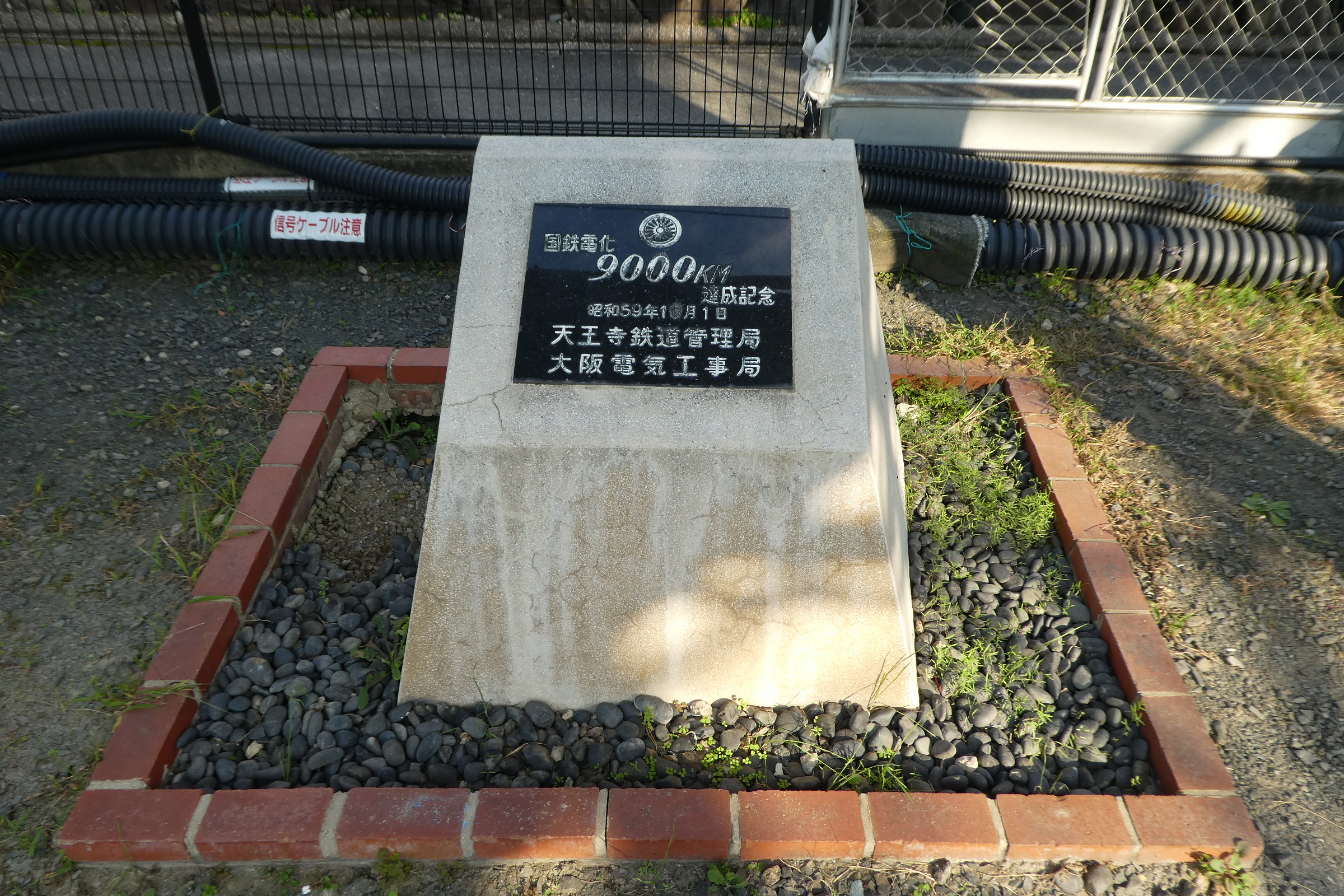
国鉄電化9000 km達成記念碑（2018年10月）
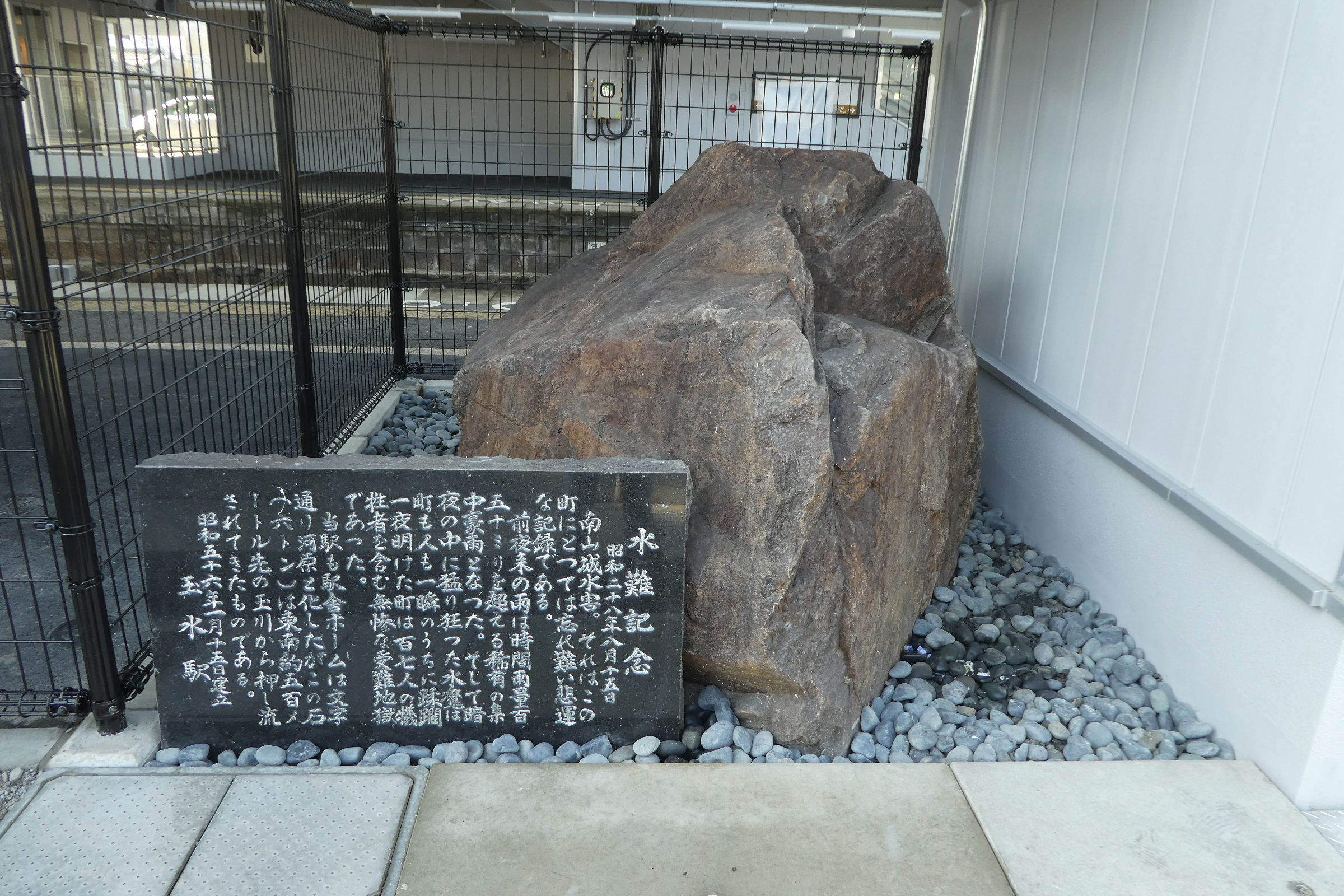
水難記念碑（2018年12月）
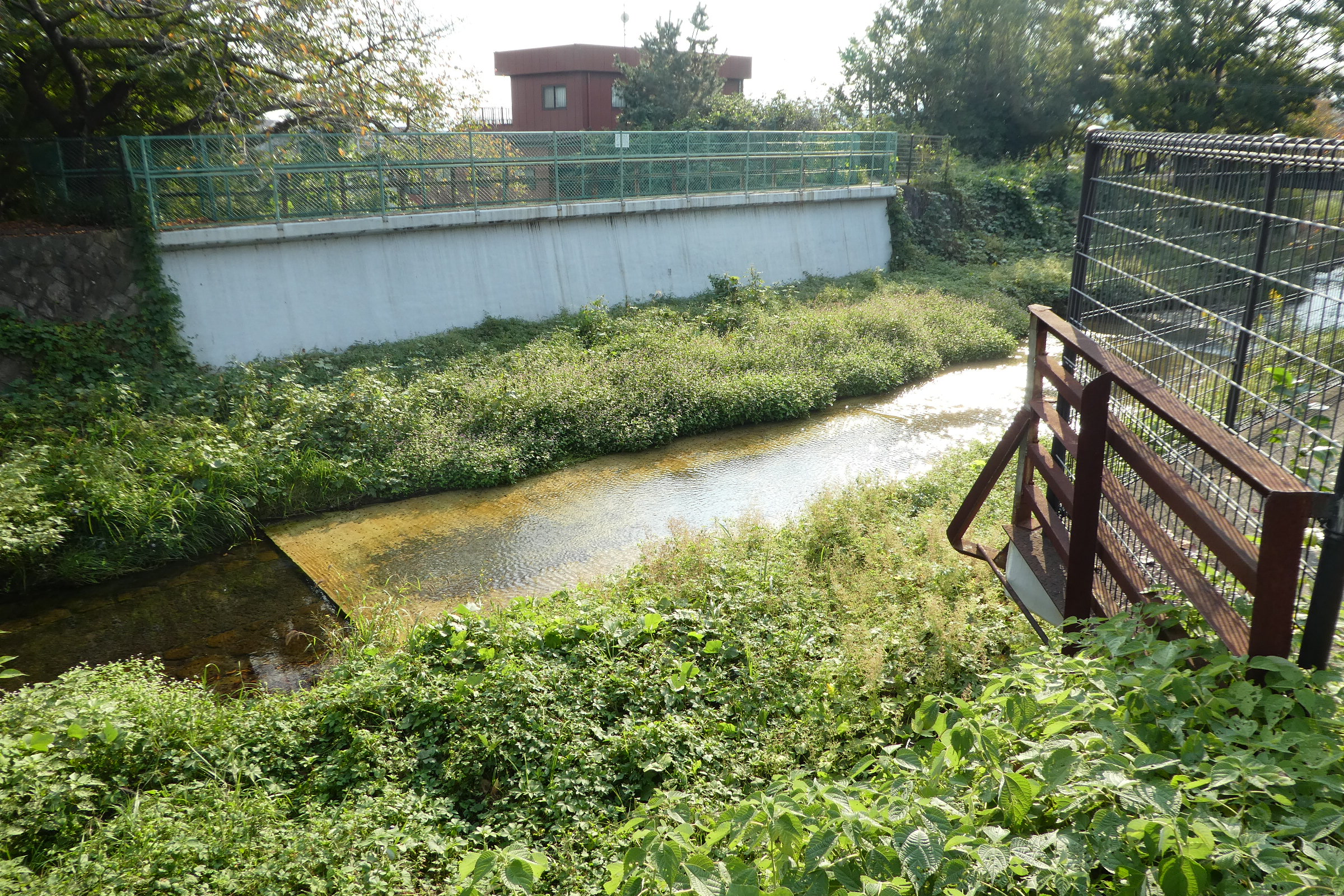
玉水駅の南側では天井川となっている玉川が線路の上を流れる。

## 利用状況
JR西日本の移動等円滑化取組報告書によれば、2023年度の1日当たりの利用者数は1,886人。「京都府統計書」と「井手町統計書」によると、1日の平均乗車人員は以下の通り。
| 年度   | 1日平均 乗車人員 |
| ------ | ---------------- |
| 1999年 | 1,000            |
| 2000年 | 962              |
| 2001年 | 984              |
| 2002年 | 964              |
| 2003年 | 1,077            |
| 2004年 | 1,110            |
| 2005年 | 1,107            |
| 2006年 | 1,101            |
| 2007年 | 1,134            |
| 2008年 | 1,107            |
| 2009年 | 1,074            |
| 2010年 | 1,060            |
| 2011年 | 1,044            |
| 2012年 | 1,075            |
| 2013年 | 1,055            |
| 2014年 | 1,024            |
| 2015年 | 1,044            |
| 2016年 | 1,046            |
| 2017年 | 1,044            |
| 2018年 | 984              |
| 2019年 | 961              |
| 2020年 | 770              |
| 2021年 | 800              |
| 2022年 | 866              |

## 駅周辺

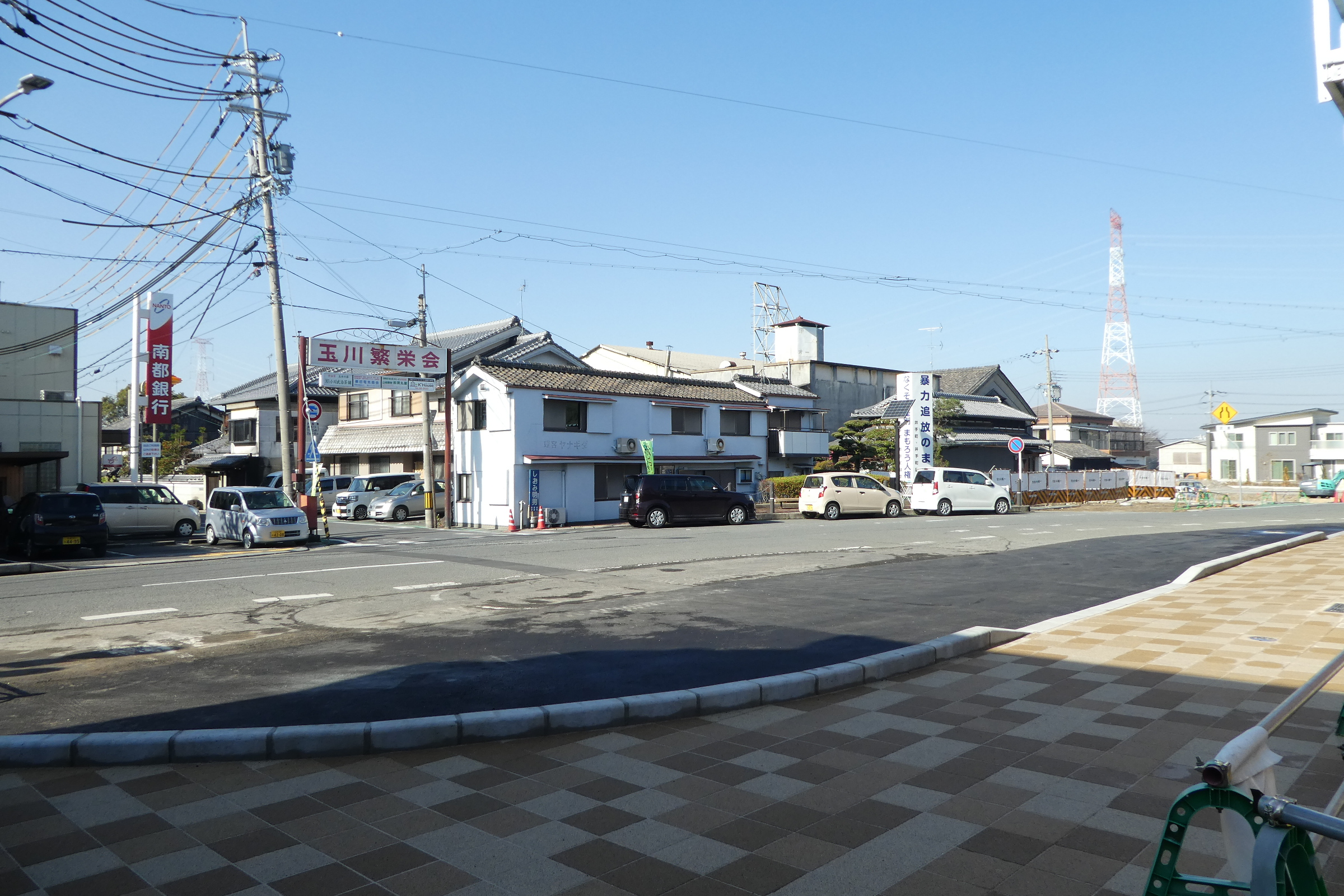
駅前（2018年12月）

- 井手町役場
- 井手町立井手小学校
- 井手町立泉ヶ丘中学校
- 京都府立井手やまぶき支援学校[20]
- 井手町立山吹ふれあいセンター
  - 井手町図書館
  - 天文台
- 井手郵便局
- 南都銀行 玉水支店
- 玉川
- 木津川
- 国道24号

## 隣の駅
西日本旅客鉄道（JR西日本）
 奈良線
■みやこ路快速・■快速
城陽駅 (JR-D12) - 玉水駅 (JR-D16) - 木津駅 (JR-D19)
■区間快速・■普通
山城多賀駅 (JR-D15) - 玉水駅 (JR-D16) - 棚倉駅 (JR-D17)